# Newton törvényei

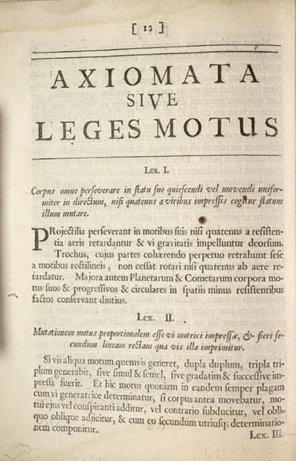
Newton első és második törvénye a Principia Mathematica eredeti, 1687-es kiadásában latinul

Newton-törvények néven nevezzük a klasszikus mechanika alapját képező négy axiómát, amik alapján a tömeggel rendelkező, pontszerű testek viselkedését tudjuk leírni. Ebből hármat Isaac Newton angol matematikus és fizikus fogalmazott meg, ezeket a Philosophiae Naturalis Principia Mathematica (1687) című könyvében publikálta.
Híres könyvében Newton számos test megfigyelésekkel alátámasztott mozgását írta le. Azt is megmutatta, hogy a bolygók mozgásának leírására szolgáló – korábban Kepler által megfogalmazott – törvényekből hogyan származtatható a gravitáció törvénye.
A negyedik törvényt Newton nem fogalmazta meg önálló törvényként, mivel alapvető igazságnak tekintette. Az ismert formában eredetileg Simon Stevin flamand tudós írta le.

## A törvények jelentősége
Newton törvényei a gravitáció törvényével, valamint a függvényanalízis (differenciálszámítás és integrálszámítás) terén elért eredményeivel párosítva elsőként tették lehetővé a fizikai jelenségek széles skálájának precíz, kvantitatív leírását. Ilyen jelenség a merev testek forgása, testek mozgása folyadékban, a ferde hajítások, az ingák lengése, az árapály, vagy a Hold és a bolygók mozgása. A második és harmadik törvény következménye, a lendületmegmaradás törvénye volt az elsőként felfedezett megmaradási törvény.
A négy törvényt több mint 200 éven keresztül megfigyelésekkel és kísérletekkel igazolták, egészen 1916-ig, amikor Albert Einstein relativitáselmélete a mindennapokban ritkán előforduló, fénysebesség közeli jelenségek pontosabb leírásával kiegészítette. A Newton törvények a nem atomi méretű testek nem fénysebesség közeli mozgásainak leírására mind a mai napig alkalmazhatók.

## Newton I. törvénye – a tehetetlenség törvénye
Inerciarendszerben minden test megtartja nyugalmi állapotát vagy egyenes vonalú egyenletes mozgását mindaddig, míg egy kölcsönhatás a mozgásállapotának megváltoztatására nem kényszeríti.
{\displaystyle \sum _{i}\mathbf {F} _{i}=0\Leftrightarrow {\frac {d\mathbf {v} }{dt}}=0}
ahol
- {\displaystyle \sum _{i}\mathbf {F} _{i}} a testre ható erők összege
- {\displaystyle \mathbf {v} } a test sebessége
- {\displaystyle t} az idő

Mivel a sebesség idő szerinti deriváltja a gyorsulás, ezért a törvény az alábbi alakban is felírható:
{\displaystyle \sum _{i}\mathbf {F} _{i}=0\Leftrightarrow \mathbf {a} =0} (azaz amennyiben a testre ható erők összege nulla, a test gyorsulása is nulla)
Azt a vonatkoztatási rendszert, amelyhez viszonyítva egy test mozgására érvényes ez a törvény, inerciarendszernek nevezzük. Az inerciarendszer maga is nyugalomban van, vagy egyenes vonalú egyenletes mozgást végez, és bármely hozzá viszonyított, tökéletesen magára hagyott test mozgására érvényes a tehetetlenség törvénye.
A törvény legfőbb célja, hogy meghatározza a többi Newton-törvény érvényességi tartományát. Rávilágít, hogy a Newton törvények csak inercia-rendszerben alkalmazhatók. Vagyis törvényei nem tartalmaznak semmi információt gyorsuló koordináta-rendszerekhez. (Megjegyzés: gyorsuló koordináta-rendszerekben is alkalmazhatóak törvényei, ha a koordináta-rendszerben minden testre fellép egy, a koordináta-rendszer gyorsulásával ellentétes irányú, de vele megegyező nagyságú gyorsulás.)
Már Arisztotelész is megfigyelte, hogy álló testek nyugalomban maradnak, amíg külső hatás nem éri őket, viszont ő úgy vélte, hogy csak a nyugalom a természetes állapot, a mozgáshoz szükség van kiváltó okra. Newton megállapította, hogy mind a nyugalmi helyzet, mind az egyenletes mozgás stabil állapot, és a sebességváltozás (gyorsulás) az, amihez külső hatásra (erőre) van szükség, a mozgásban tartáshoz nem. A mindennapi körülmények között megfigyelhető helyzetekben egy ilyen erőhatás a súrlódás, ez lehetett az, ami Arisztotelészt megtévesztette. Bár a törvény lényegét már Galilei és Descartes is felismerte, a fenti formában Newton fogalmazta meg, és tette a mechanika alaptörvényévé.
Az első törvény arra is rámutat, hogy a Nap körül keringő bolygók – mivel nem egyenes vonalú mozgást végeznek – külső erőhatás alatt kell, hogy álljanak: ez a gravitáció.

## Newton II. törvénye – a dinamika alaptörvénye
Egy test gyorsulása egyenesen arányos a rá ható erővel, és fordítottan arányos a test tömegével.
{\displaystyle \mathbf {a} ={\frac {\mathbf {F} }{m}}}
A törvény Newton eredeti megfogalmazásában:
{\displaystyle \mathbf {F} ={\frac {d\mathbf {p} }{dt}}}
ahol
- F az erő
- p a test impulzusa {\displaystyle \mathbf {p} =m\mathbf {v} } (itt m a tömeg, v a sebesség)
- t az idő

Az összefüggés megmutatja, hogy minél nagyobb egy testre ható erő, annál nagyobb a test lendületének megváltozása.
Általános esetben a sebesség és a tömeg is lehet időtől függő mennyiség, tehát
{\displaystyle \mathbf {F} ={\frac {d\mathbf {p} }{dt}}={\frac {d}{dt}}(m\mathbf {v} )=m{\frac {d\mathbf {v} }{dt}}+\mathbf {v} {\frac {dm}{dt}}=m\mathbf {a} +\mathbf {v} {\frac {dm}{dt}}}
Ez az összefüggés akkor is érvényes, ha a tömeg idővel változik (például egy rakéta gyorsan fogyó üzemanyaga esetében, vagy relativisztikus sebességeknél). Egyszerűbb alakot kapunk, ha feltételezzük, hogy a tömeg állandó, azaz a {\displaystyle \mathbf {v} {dm \over dt}} tag zérus. Így jutunk a fentebb látott, klasszikus összefüggéshez.
{\displaystyle \mathbf {F} =m\mathbf {a} }

## Newton III. törvénye – az erő–ellenerő (azaz a kölcsönhatás) törvénye
Az erők mindig párosával lépnek fel. Két test kölcsönhatása során mindkét testre egyező nagyságú, azonos hatásvonalú és egymással ellentétes irányú erő hat.
{\displaystyle \mathbf {F_{BA}} =-\mathbf {F_{AB}} }
A törvény következménye, hogy a szék ugyanakkora erővel hat a rajta ülő emberre, mint az ember a székre, hasonlóképp egy bolygó ugyanakkora erővel vonzza a Napot, mint a Nap a bolygót.
Ezt az erőtani törvényt gyakran össze szokták téveszteni a hatás–ellenhatás törvényével, amely a lendületmegmaradás törvényéből következő dinamikai törvény, a rakétameghajtás rá a legismertebb gyakorlati példa.

## Newton IV. törvénye – a szuperpozíció (az erőhatások függetlenségének) elve
Ha egy testre egyidejűleg több erő hat, akkor ezek együttes hatása megegyezik a vektori eredőjük hatásával. Ugyanígy, egy testre ható erő fölbontható tetszőlegesen sok erővé, amiknek vektori összege az eredeti erő.
{\displaystyle \sum _{i}\mathbf {F_{i}} =\mathbf {F} }
A törvény azt is jelenti, hogy a különböző erők (hatások) függetlenek egymástól, azaz ha egy m tömegű testen az F1 erő egymagában a1 és az F2 erő szintén egymagában a2 gyorsulást hozna létre, akkor az előbbi gyorsulás ugyanaz marad, függetlenül attól, hogy az utóbbi erő hat-e a testre vagy sem, és fordítva.
Példa erre a vízszintes hajítás (vízszintesen kilőtt golyó), amit úgy is képzelhetünk, mint 2 mozgás összetételét. Egyrészt a golyó egyenes vonalú egyenletes mozgást végez vízszintesen, másrészt a golyó szabadon esik függőlegesen. A megvalósuló mozgás ezek együttes következménye, a számításokban ki is használható ez az elv.
Az elvet, bár használta Newton, sohasem fogalmazta meg önálló törvényként, alapvető igazságnak tekintette. Ebben a formában eredetileg Simon Stevin flamand tudós fogalmazta meg.

## A mozgásegyenlet
Az erőtörvények megadják, hogy az adott kölcsönhatás milyen paraméterektől függ. Például a centrális erő, rugóerő, súrlódási erő, stb. alap-összefüggése.
Ha a dinamika alaptörvényébe beírjuk az erőtörvényt (vagy több erő együttes hatását), valamint a gyorsulás helyébe a helyvektor második deriváltját, akkor felírtuk a mozgásra vonatkozó egyenletet, a mozgásegyenletet.
{\displaystyle m\cdot {\ddot {\mathbf {r} }}=\mathbf {F} }
A mozgásegyenletek általában a mozgás pályáját meghatározó másodrendű differenciálegyenletek. Ahhoz, hogy a mozgás pontos leírását megadjuk, az erők mellett ismernünk kell valamely pillanatban a mozgás kinematikai jellemzőit is. Ezek a kezdeti feltételek.